# Кім Дже Рьон
Кім Дже Рьон (кор. 김재룡, 金才龍, Kim Jae-ryong, Kim Jae-ryong; нар. 1939) — північнокорейський політик і партійний діяч, чотирнадцятий голова уряду КНДР.

## Кар'єра
До початку політичної діяльності займався промисловістю, в тому числі керував підприємствами.
2007 року отримав посаду секретаря комітету ТПК у провінції Північна Пхьонан. 2015 року став секретарем комітету партії в Чоган, а згодом його очолив. 2016 увійшов до складу ЦК ТПК.
10 березня 2019 року Кім Дже Рьон був обраний до лав Верховних народних зборів КНДР. Уже менш як за місяць парламент обрав його головою Ради міністрів, також увійшов до складу Політбюро та Центральної військової комісії. Вийшов у відставку в серпні 2020 року.